# Banksia hookeriana
Banksia hookeriana là một loài thực vật có hoa trong họ Quắn hoa. Loài này được Meisn. miêu tả khoa học đầu tiên năm 1855.
Đây là một loài cây bụi của chi Banksia trong họ Proteaceae. Nó là loài bản địa phía tây nam của Tây Úc và có thể lên đến 4 m (13 ft) và cao 3 m (9,8 ft). Loài này có lá hẹp dài và cụm hoa lớn, màu trắng nhạt ban đầu trước khi mở ra màu cam sáng xuất hiện trong những tháng lạnh. Các hoa được thụ phấn bởi loài chim ăn mật hoa. Các cụm hoa già đi và phát triển hạt giống cây gỗ được gọi là nang trứng. B. Hookeriana là serotinous - một số lượng lớn các hạt giống được lưu giữ trong tán cây trong nhiều năm cho đến khi cây bị cháy.

## Mô tả
Đây là loài cây bụi rậm đến đường kính khoảng 3 m, và cao 3-4 mét (10–13 ft). Nó có vỏ trơn. Sự tăng trưởng mới xuất hiện vào mùa xuân và mùa hè. [2] Bất cứ nơi nào với một số lông cúc dài 15–25 cm - nhánh dài xuất hiện từ các nút dưới các nhánh lớn hơn. Các lá tự rải rác dọc theo cành cây nhưng lại đông hơn đối với các đầu. Chúng dài 6–16 cm và rộng 0.5-1.2 cm và có hình lõm nhẹ. Lề của lá có từ 20-45 hình tam giác dài mỗi bên. Các thùy hình chữ V cao 1-3mm rộng 1–6 mm. Các chồi hoa, được gọi là cụm hoa, xuất hiện ở cuối các cành cây, xuất hiện từ cuối tháng 4 đến tháng 10, với đỉnh cao vào tháng 7 và tháng 8. Chúng có chiều rộng 9–10 cm (3 1/2 -4 inch) và rộng 7–12 cm (2 3/4-4 3/4 inch). Mỗi hoa cành chứa khoảng 1000 hoa nhỏ riêng lẻ. Những bông hoa vẫn còn trên các gai già đi, phát triển lên đến 20 vỏ hạt gỗ mỗi hoa.